# Швейцарська колода

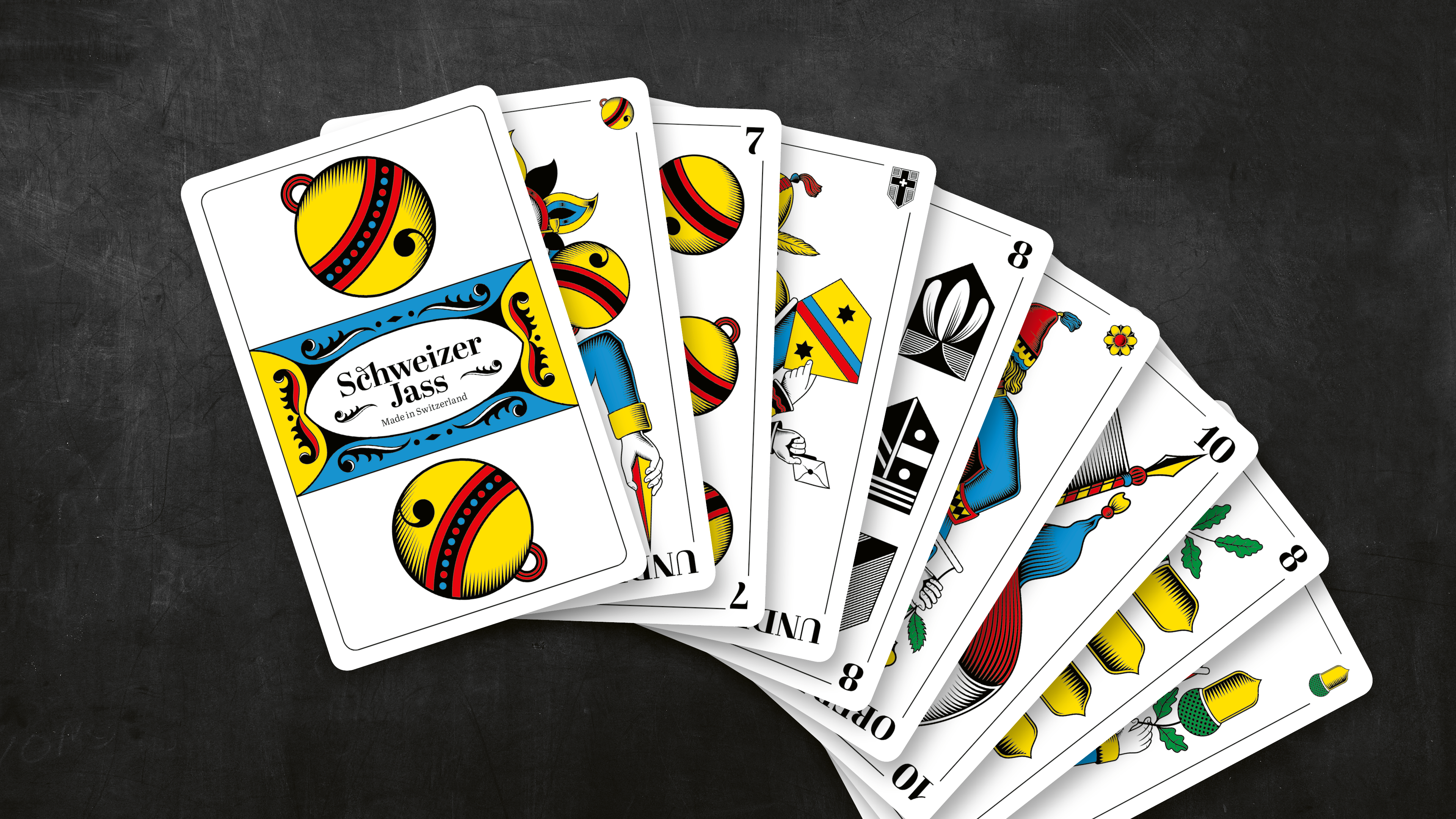

Швейцарська колода — варіант 36-карткової колоди, що використовується в центральній і північно-східній Швейцарії та Ліхтенштейні (на схід від лінії Брюніг — Напф — Ройс) для традиційних картярських ігор (наприклад, яс).
Швейцарська колода розвинулася в XV столітті на півдні Німеччини паралельно з німецькою колодою з італо-іспанської колоди. Її відмінною особливістю є використання нестандартних символів мастей:
|  | Щити (піки)    |  | Троянди (чирви)  |
|  | Жолуді (трефи) |  | Дзвоники (бубни) |